# Эшли, Бернард
Бернард Джон Эшли (англ. Neil Arksey; родился в 1935 году) — британский писатель, автор книг для детей и молодежи . Его дебютный роман «Проблемы с Донованом Крофтом», опубликованный в 1974 году, получил «Другую премию». Его книги «Вид дикой справедливости» (1978), «Беги в страхе» (1986) и "Маленький солдатик " (1999) были отмечены медалью Карнеги от Библиотечной ассоциации как лучшая детская книга года.

## Биография
Родился в 1935 году в Лондоне. Эшли поступил в Педагогический колледж Трент-Парка после службы в Королевских ВВС. Окончив колледж тридцать лет работал в различных школах Лондона. Опыт работы школьным учителем лёг в основу многих его рассказов. Был удостоен звания почетного доктора педагогических наук Университета Гринвича и звания почетного доктора литературы Университета Лестера.
В начале 1960-х годов Эшли написал книгу для детей «Люди и лодки», которая стала первой в серии «Служение нашему обществу». Его детские книги представляют собой суровый реализм, с которым иногда приходится столкнуться детям. Писатель в своих книгах воспитывает в детях сочувствие и сострадание к попавшим в беду, а также учит их к порядочности, справедливости и морали.
В своих книгах писатель описывает городскую среду, страдающей от бедности и преступности. Действие некоторых из его книг происходят в военное время, в том числе его роман для молодежи «Тень дирижабля» (вышла в свет в 2014 году) и роман «Дети тупика» (2015 год). Его последний роман — «Она смеет?» (2017), действие которого происходит в 1911 году.